# جيمي لومسدن
جيمي لومسدن (بالإنجليزية: Jimmy Lumsden)‏ هو مدرب كرة قدم ولاعب كرة قدم بريطاني في مركز الوسط، ولد في 7 نوفمبر 1947 في غلاسكو في المملكة المتحدة. لعب مع ليدز يونايتد ونادي سانت ميرين ونادي ساوثيند يونايتد ونادي غرينوك مورتون.